# Radomir Kovačević
Radomir Kovačević (cyr. Радомир Ковачевић; ur. 20 marca 1954 w Drvarze, zm. 14 czerwca 2006 w Belgradzie) – jugosłowiański judoka serbskiego pochodzenia. Trzykrotny olimpijczyk. Brązowy medalista z Moskwy 1980, piąty w Los Angeles 1984, siódmy i jedenasty w Montrealu 1976. Walczył w wadze ciężkiej i kategorii open.
Brązowy medalista mistrzostw świata w 1979 i piąty w 1975; uczestnik zawodów w 1981. Trzeci na mistrzostwach Europy w 1976. Triumfator igrzysk śródziemnomorskich w 1979 roku.

## Letnie Igrzyska Olimpijskie 1976
| Konkurencja | Eliminacje           | Eliminacje               | Repasaże           | Klas. końcowa |
| Konkurencja | Przeciwnik I         | Przeciwnik II            | Przeciwnik I       | Miejsce       |
| ----------- | -------------------- | ------------------------ | ------------------ | ------------- |
| +93 kg      | José Chandri (PUR) Z | Siergiej Nowikow (URS) P | Sumio Endō (JPN) P | 7.            |

| Konkurencja | Eliminacje           | Eliminacje                 | Klas. końcowa |
| Konkurencja | Przeciwnik I         | Przeciwnik II              | Miejsce       |
| ----------- | -------------------- | -------------------------- | ------------- |
| Open        | Markku Airio (FIN) Z | Szota Czocziszwili (URS) P | 11.           |

## Letnie Igrzyska Olimpijskie 1980
| Konkurencja | Eliminacje              | Eliminacje                | Eliminacje                | Finały                | Klas. końcowa |
| Konkurencja | Przeciwnik I            | Przeciwnik II             | 1/4                       | o 3 miejsce           | Miejsce       |
| ----------- | ----------------------- | ------------------------- | ------------------------- | --------------------- | ------------- |
| +95 kg      | Güsemijn Dżalaa (MGL) Z | Witalij Kuzniecow (URS) Z | Dimityr Zaprjanow (BGR) P | Kim Myong-gyu (PRK) Z | 3.            |

## Letnie Igrzyska Olimpijskie 1984
| Konkurencja | Eliminacje            | Eliminacje           | Eliminacje            | Finały              | Klas. końcowa |
| Konkurencja | Przeciwnik I          | 1/4                  | 1/2                   | o 3 miejsce         | Miejsce       |
| ----------- | --------------------- | -------------------- | --------------------- | ------------------- | ------------- |
| +95 kg      | Willy Wilhelm (NED) Z | Khalif Diouf (SEN) Z | Hitoshi Saitō (JPN) P | Mark Berger (CAN) P | 5.            |